# Väder
Väder kan även avse flatulens.

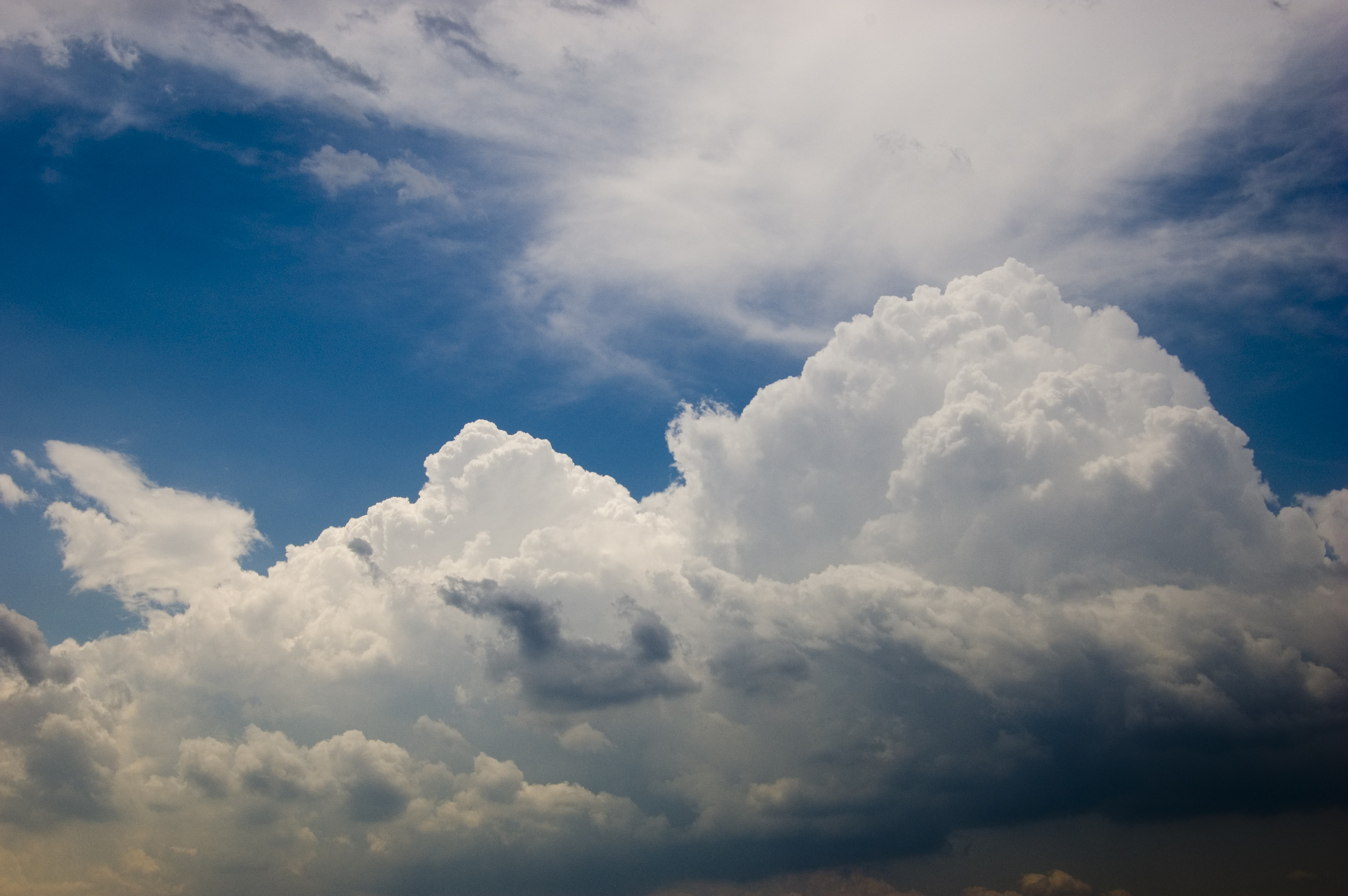
Väder i form av moln på himlen.

Väder är tillståndet eller en växling i tillstånd i en atmosfär vid ett givet tillfälle eller under en kortare tidsrymd.
Speciellt avses de tillstånd som påverkar människor och andra levande organismer. Exempel på väder i meningen växlingar i tillståndet är uppklarnande (minskad molnighet) och varannandagsväder (när vädret växlar mellan två olika lägen för varje dag). Vanligtvis avser man jordens väder, det vill säga tillståndet i jordens atmosfär, men det finns även väder på andra planeter med atmosfär. Läran om väder kallas meteorologi.
Tidigare hade ordet väder i svenskan en starkare koppling till luft och vind. Denna betydelse lever kvar i ord som väderstreck (vindriktning, efter ordet streck), väderkvarn, yrväder och munväder (luft fylld av prat), "släppa väder" och så vidare. Ordet har senare kommit att omfatta även andra fenomen i atmosfären och fått den betydelse den har idag.
Väder avser tillstånd, eller aktiviteten hos fenomen, under korta tidsperioder (timmar eller dagar). Väderlek avser vädret under ett par dagar upp till två veckor. Gränsen mellan väder och väderlek är varierande.
Väderlek omfattar den tid över vilken de flesta prognoser om vädret ställs. Klimat avser statistiska egenskaper hos vädret över längre tidsperioder, och är med andra ord vädrets historia.

## Vädrets komponenter

### Viktiga tillstånd i atmosfären
Följande avsnitt täcker in de viktigaste tillstånden i atmosfären som utgör väder.

#### Strålning
Den elektromagnetiska strålningen från solen, solstrålningen, brukar benämnas kortvågig strålning inom meteorologin och har på jordytan en våglängd i intervallet 0,29-3 µm. Den sammanlagda solstrålningen, direkt eller diffus, som träffar en yta, benämns globalstrålning och kan mätas med en så kallad pyranometer.
Variationer i solstrålningens intensitet beror bland annat på molnighet och solstrålarnas vinkel mot jordytan på den aktuella platsen och vid den aktuella tiden.
Även jorden strålar och ger upphov till så kallad terrest strålning, vilket huvudsakligen är strålning med våglängder i intervallet 3-100 µm. Det finns även en infallande strålning i samma våglängdsområde. Detta område benämns i meteorologin som långvågig strålning och mäts med en så kallad pyrgeometer. Den långvågiga strålningen varierar inte mellan dag och natt eller mellan olika årstider. Däremot finns en variation beroende på molnigheten, med förhållandet att molnighet ger högre långvågig strålning jämfört med klart väder.
Strålning är extremt viktig för mänskligheten ur flera aspekter. Exempelvis för den energi vi får genom solstrålningen, och som förutsättning för fotosyntesen samt för det ljus den ger, vilket gör att vi kan uppfatta omgivningen.

#### Temperatur

Temperatur mäts med en termometer.

Atmosfärens temperatur (på jorden: lufttemperaturen) är ett av de mest studerade och omtalade väderfenomenen. Temperatur är ett mått på rörelserna hos molekylerna och den styrs till stor del av solstrålningen. Vår upplevelse av värme och kyla beror dock inte enbart på temperaturen, utan även av vindens kyleffekt samt strålning och luftfuktighet.
Förutom solstrålning varierar temperaturen med höjd över havet. På högre höjd är lufttrycket lägre vilket leder till fallande temperatur. Å andra sidan kan det även vara kallare i svackor, vilket beror på att den tyngre kallare luften "rinner ner" och samlas i svackan. En annan faktor som påverkar temperaturen är närheten till hav, som har en utjämnande verkan på temperaturen. Även vinden kan påverka temperaturen genom att den kan förflytta kall eller varm luft.

#### Tryck
Trycket i atmosfären (på jorden: lufttrycket) är tyngden per ytenhet av de gaser som finns i den tänkta pelaren ovanför ytan. Trycket mäts med en barometer och inom meteorologin används vanligen enheten hPa. Medellufttrycket på jorden vid havsnivån är 1013,2 hPa. Trycket minskar med höjden över havet eftersom mängden luft ovanför minskar. Lufttrycket är dock inte konstant vid en viss höjd över havet, utan beror i hög grad på förekomsten av högtrycksområden respektive lågtrycksområden som bildas av uppvärmning av atmosfären från solstrålningen.

#### Vind

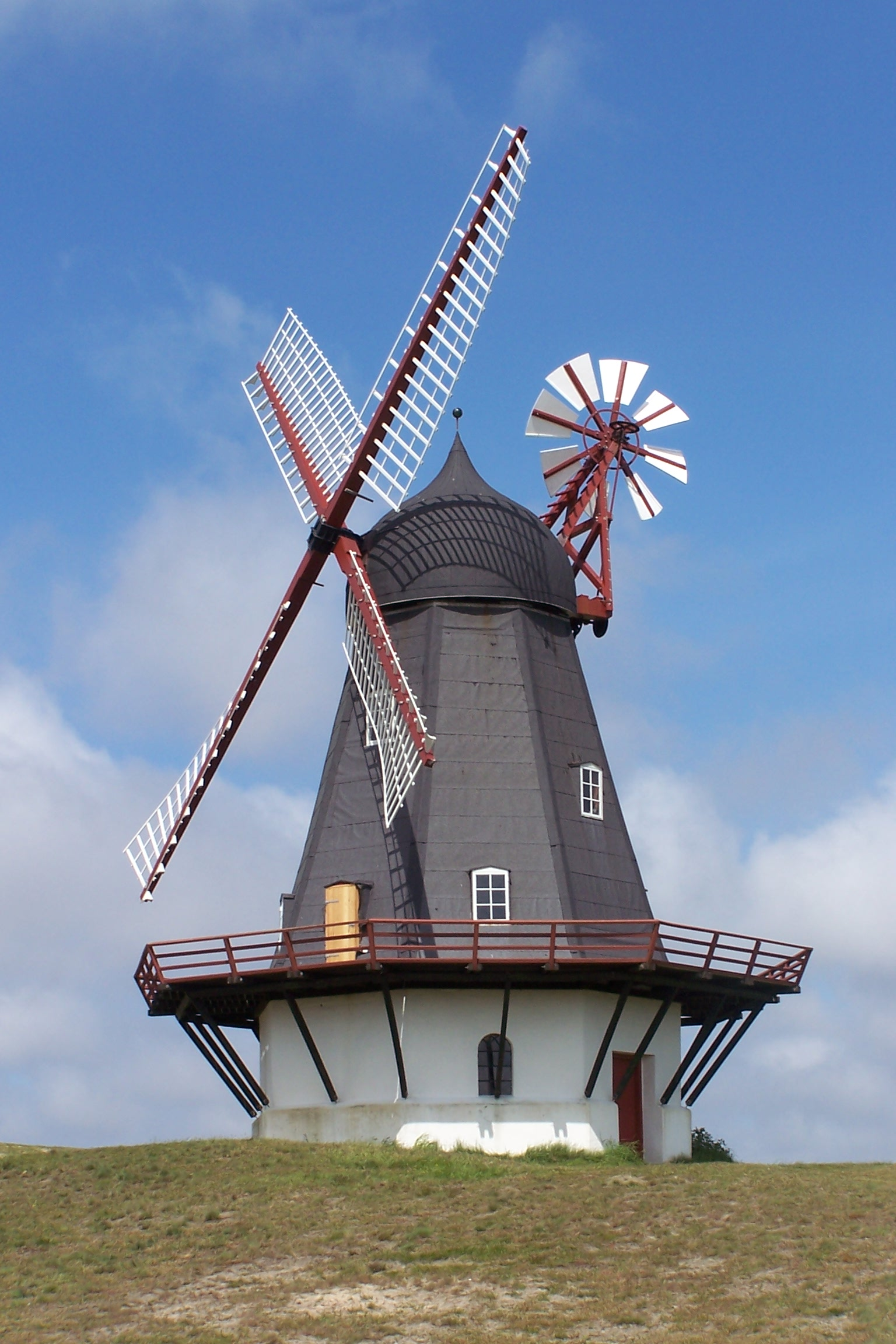
En väderkvarn utnyttjar vinden. Här en i Sønderho i Danmark.

Vind är storskaliga rörelser i atmosfären. Vindar skapas av horisontella skillnader i atmosfärstrycket och kan röra sig i alla riktningar - horisontellt, vertikalt och i virvlar. På jorden har för trakten typiska och årligen återkommande vindar av speciell typ har ofta givits speciella namn, som exempelvis Harmattan, Monsun och Sirocco. Vindhastigheten mäts med en anemometer och anges vanligen i meter per sekund (m/s). Vindstyrka mäter vindens effekter snarare än den aktuella vindhastigheten och kan anges enligt Beauforts skala. Vindriktning mäts med en vindflöjel. Enkel vindmätning kan även ske med en vindstrut som snabbt ger en känsla för vindhastighet och vindriktning.
Vinden har en utjämnande verkan både på tryck och temperatur. Vinden är intressant för möjligheten att utvinna energi ur vindkraften genom exempelvis väderkvarnar och vindkraftverk. Kraftiga vindar kan vara förödande genom stormar, orkaner och intensiva virvelvindar, tromber.

#### Fuktighet
Fuktighet är ett mått på mängden eller andelen vattenånga som finns i atmosfären. Fuktigheten kan anges antingen som absolut eller relativ fuktighet. När det gäller absolut fuktighet, anges den faktiska mängden vattenånga i exempelvis g/m3. Relativ fuktighet anges andelen vattenånga i förhållande till den maximalt möjliga ångmängden vid aktuell temperatur, i procent. Den maximala mängden vattenånga som luften kan innehålla (100% relativ luftfuktighet) beror på temperaturen. Exempelvis vid +14 grader Celsius är det 12 g/m3 men vid +24 grader är det 22 g/m3. För att mäta fuktigheten används en hygrometer eller en psykrometer.
På jorden skapas luftfuktigheten genom direkt avdunstning från bland annat vattensamlingar, is och marken. Detta kallas för evaporation. Växter avger även vattenånga genom transpiration.

#### Moln
Moln är iakttagbara ansamlingar av mycket små vattendroppar eller iskristaller i jordens eller någon annan himlakropps atmosfär. Dimma är moln som når markytan och där sikten är mindre än 1 kilometer. Är sikten mellan 1 kilometer och 1 mil talar man istället om (fukt)dis.
Moln kan förekomma i många olika former och även färger. Det finns ett klassificeringssystem som delar upp moln beroende på höjdläge och utseende.
Molnigheten är intressant för människor då den begränsar solstrålningen på marken och leder ibland till nederbörd. Dimma har alltid utgjort problem för människor i trafik både till sjöss och på land.

#### Nederbörd

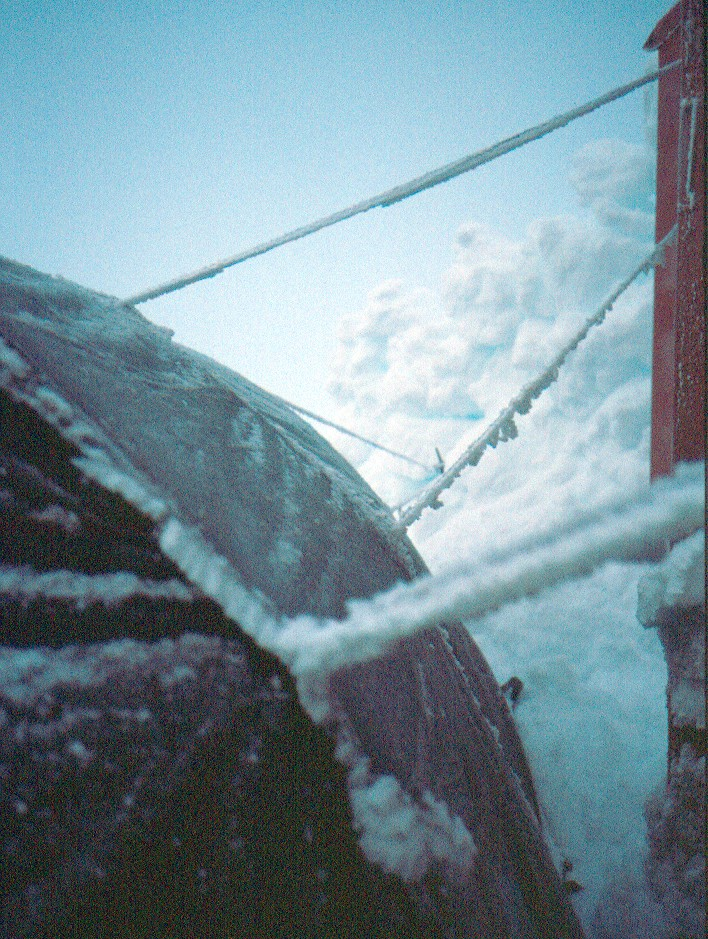
Dimfrost på tältstag vid Pårteobservatoriet.

Nederbörd är ett meteorologiskt samlingsnamn för olika former av materia som faller från himlen. På jorden är det framförallt nerfall av vatten som avses. Vattennederbörd förekommer bland annat i form av regn, snö och hagel. Ofta anges mängden nederbörd i millimeter, vilket då syftar till hur högt vattnet (i flytande form) skulle nå ovan marken ifall det inte sjönk undan. 1 millimeter nederbörd är samma sak som 1 liter/m². Snö brukar räknas i centimeter, men då räknar man inte snöfallet utan det liggande snötäcket, eftersom det inte flyter undan på samma sätt som vatten. Väder med snö och kyla är typiskt för vintern och kallas därför vinterväder eller ibland overallväder.
För att nederbörd ska bildas krävs luftfuktighet, kondensationskärnor och avkylning. Tre viktiga typer av nederbörd är orografisk nederbörd, frontnederbörd och konvektiv nederbörd.
På andra planeter förekommer nederbörd av annan materia än vatten. Exempelvis tror man att det regnar metan på Titan.
Nederbörden på jorden har avgörande inflytande på allt levande då den har stor betydelse för tillgången av vatten. Samtidigt som regn ibland kan rädda en gröda, kan den en annan gång vara helt förödande. Att prognosticera nederbörd och tekniska hjälpmedel för att styra vattentillgång har blivit mycket viktigt.

#### Åska
Åska är ljudet från blixtar som är elektriska urladdningar i atmosfären. Dessa elektriska urladdningar alstrar mycket stor värme under bråkdelar av en sekund. Denna värme gör att luftens molekyler sätts i rörelse. Detta upplever vi som åskans karakteristiska ljud (åskknallar, åskdunder, åskmuller). Åska förekommer ofta i samband med cumulonimbusmoln.
Blixtar kan leda till bränder och kan vid direkt träff vara dödande för människor.

### Ovanliga väderfenomen
Bland ovanligare väderfenomen finns bland annat stoftvirvlar, tromber, Sankt Elmseld, halofenomen och fata morgana.

## Grundläggande mekanism

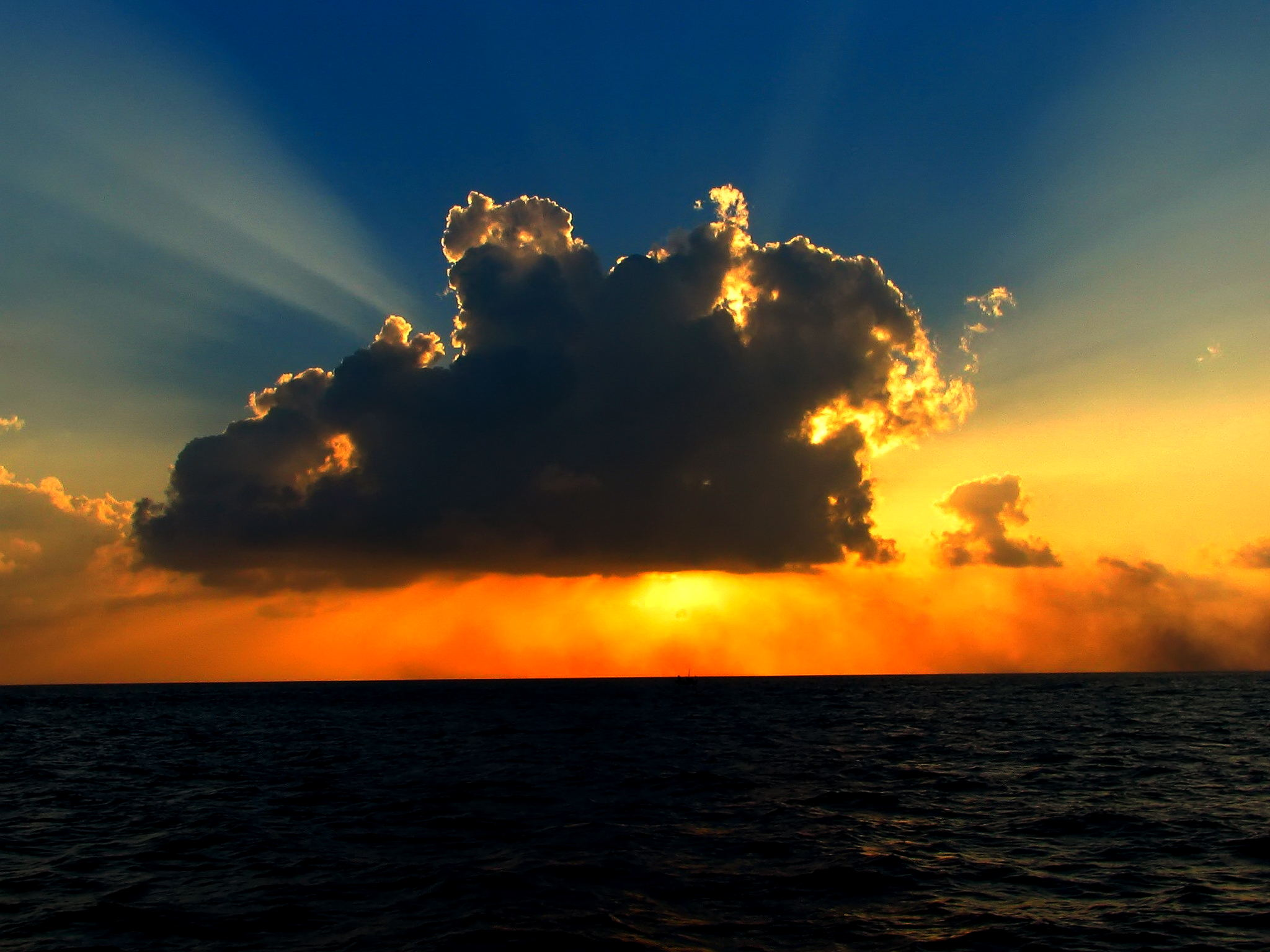
Det är bland annat solens strålar som skapar väder.

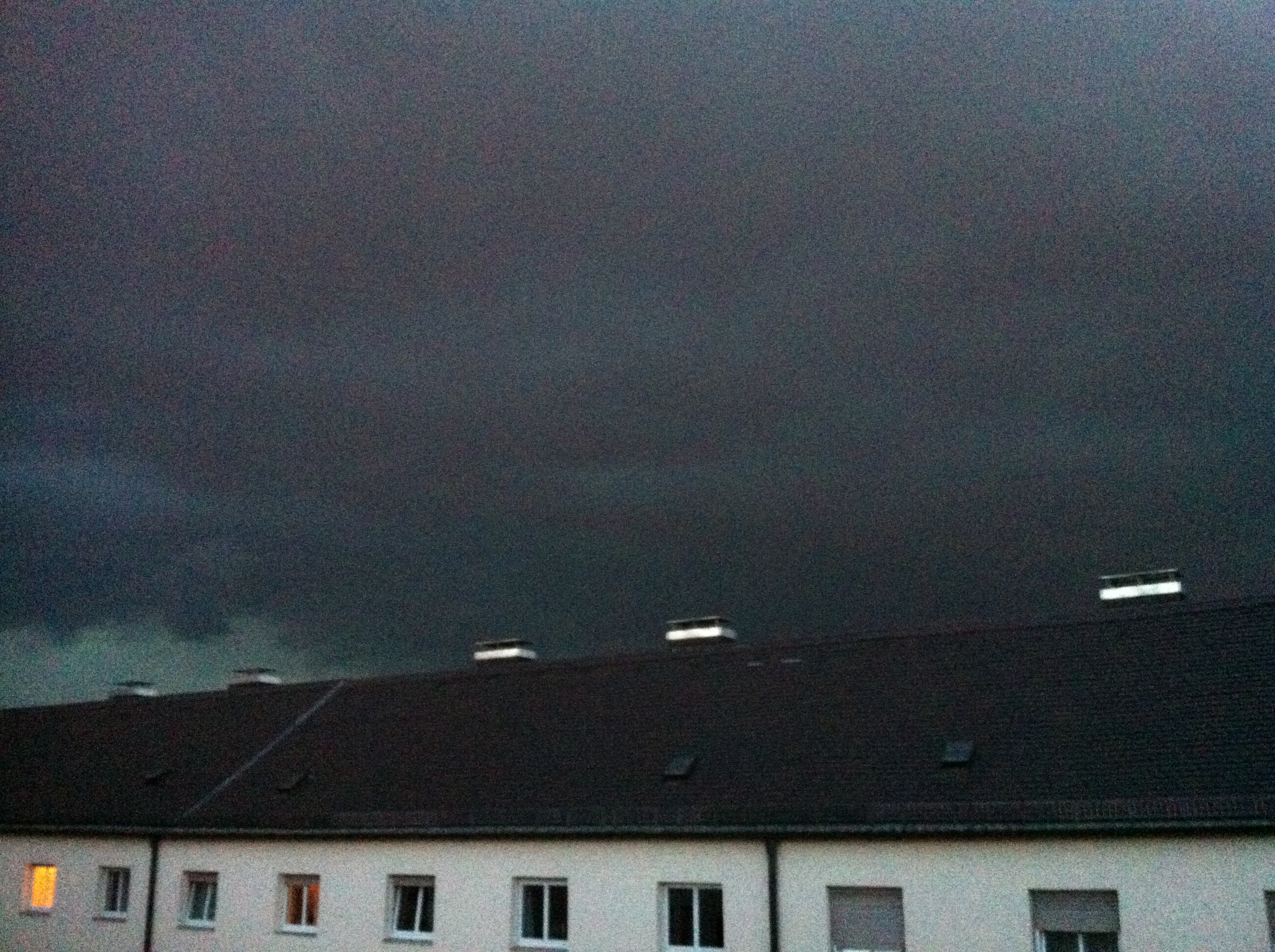
Åskmoln ovanför hustak i München i Tyskland.

Allt väder skapas av solens strålning. Det gäller jorden såväl som andra planeter och månar i solsystemet med atmosfär. Grunden är de temperaturskillnader som uppstår genom att solen värmer upp vissa platser mer än andra. Vädret påverkas sedan av andra faktorer, som exempelvis ytbeskaffenhet på himlakroppens yta eller Corioliskraften.
Vädersystem har olika storlek och man brukar dela in dem i tre storlekar.
Planetära vädersystem uppstår genom att vissa områden på den aktuella himlakroppen får mer solenergi per ytenhet än andra. På jorden gäller det förhållande för områden nära ekvatorn jämför med områden närmare polerna. Exempel på vädersystem i denna skala är monsun och passadvindar. Hadleycellerna är också inblandade i dessa planetära vädersystem.
Till storskaliga vädersystem hör högtrycks- och lågtryckssystem.
En skillnad i temperatur leder till tryckskillnader. En varm yta värmer luften ovanför den, varvid luften utvidgas och stiger, vilket leder till att lufttrycket just där minskar. På andra närliggande, kallare platser är lufttrycket större och från dessa platser strömmar luften mot det lägre trycket och en vind uppstår. En så kallad lufttrycksgradient beskriver mot vilken riktning och i vilken takt lufttrycket skiljer sig mest och det är längs denna gradient som vinden blåser. Rotationen hos en planet medför skapandet av en storskalig vindrotation av på grund av Corioliskraften.
I den minsta skalan, så kallade mesoskaliga vädersystem, beror vädret framförallt på olika ytunderlag på olika ställen på den aktuella planeten. Det kan till exempel vara hav, skogar, islandskap och städer som har olika fysiska egenskaper, som reflektionsförmåga (albedo), jämnhet eller fuktinnehåll, och därför fångar in olika mycket solenergi. Väder i denna skala inkluderar sjöbris och åska.
På jorden ger den stora temperaturkontrasten mellan polerna och luften närmare ekvatorn på jorden upphov till jetströmmarna. Vädret mellan latitud 10 och 70 styrs mycket av instabiliteten hos jetströmmarna och beror på så kallad baroklinisk instabilitet.
På grund av vinkeln mellan jordens rotationsaxel och en linje vinkelrät mot jordbanans plan, den så kallade axellutningen eller oblikviteten, träffar solstrålarna jordytan med olika vinkel på olika tider av året. I juni är axeln lutad mot solen på norra halvklotet, vilket gör att solstrålarna träffar jordytan mer direkt än i december. Detta orsakar årstider. De så kallade Milanković-cyklerna bestämmer hur solenergin träffar olika delar av jorden över långa tidsrymder, vilket påverkar klimatet.
Solen styr även indirekt nederbörden. Om luften värms upp över vatten så att även vattnet blir uppvärmt, börjar vattnet stiga som ånga. När ångan nått en höjd där den kan kondenseras bildas moln. Molnen blir alltmer mättade med ånga. Till slut måste de tömmas på vatten, vilket når jordytan i olika nederbördsformer beroende på den lokala temperaturen.

## Väderobservationer

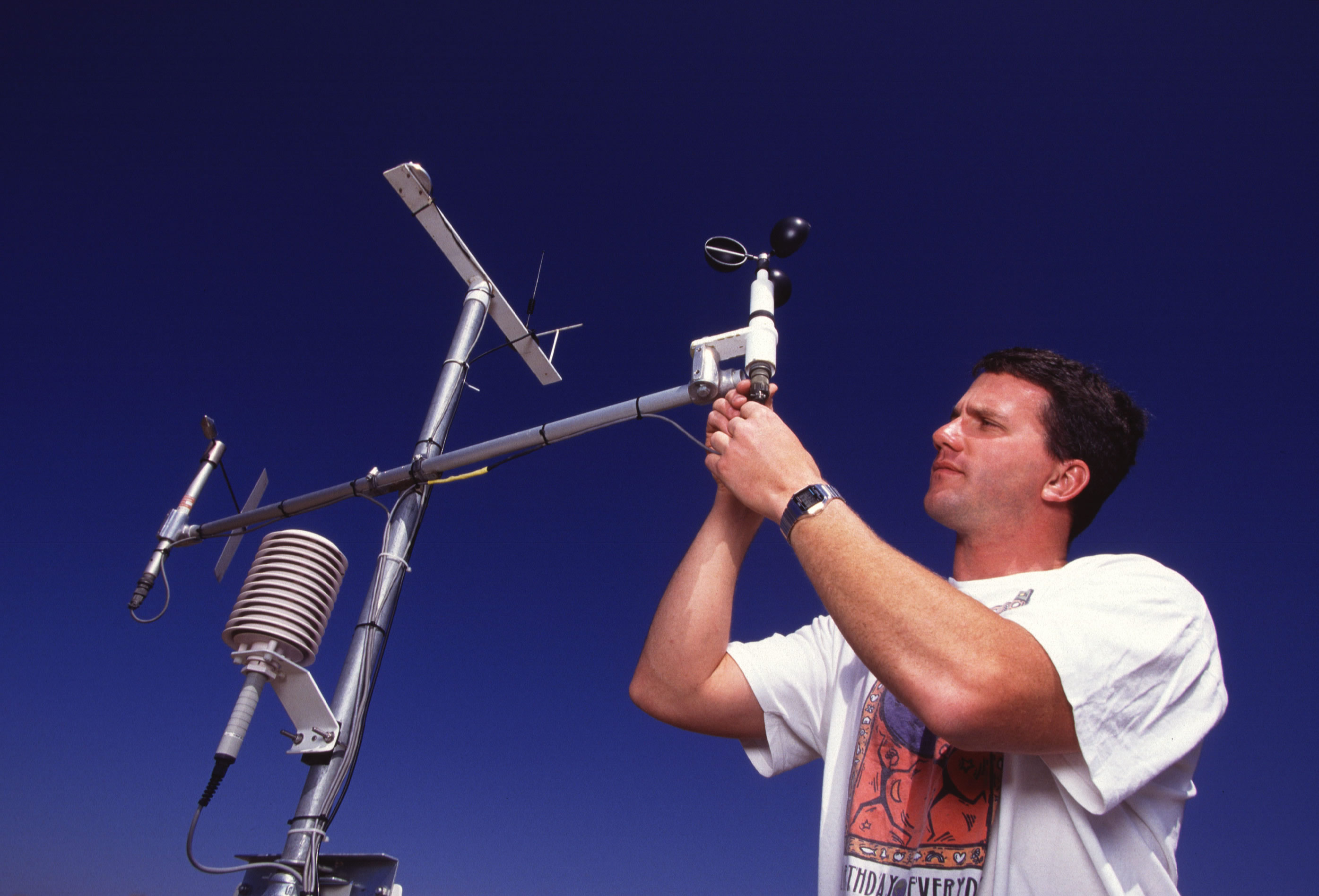
En mätstation för väderobservationer.

Vädret kan observeras mer eller mindre vetenskapligt. Vid väderobservationer används väderstationer där värdena hos ett antal vädervariabler noteras. De vanligaste vädervariablerna är
- Atmosfärens temperatur
- Minsta respektive högsta temperatur i atmosfären under ett tidsintervall
- Vindhastighet
- Vindriktning
- Trycket i atmosfären
- Molnighet
- Sikt
- Molnbas, det vill säga höjden till de lägst belägna molnens undersida
- Nederbörd
- Snödjup

Det är även vanligt att väderobservationer inkluderar tillstånd i havet som exempelvis
- Havsytans temperatur
- Våghöjd

Standardiserade sätt att rapportera väderobservationer är bland annat SYNOP och METAR.

## Vädret på planeten jorden

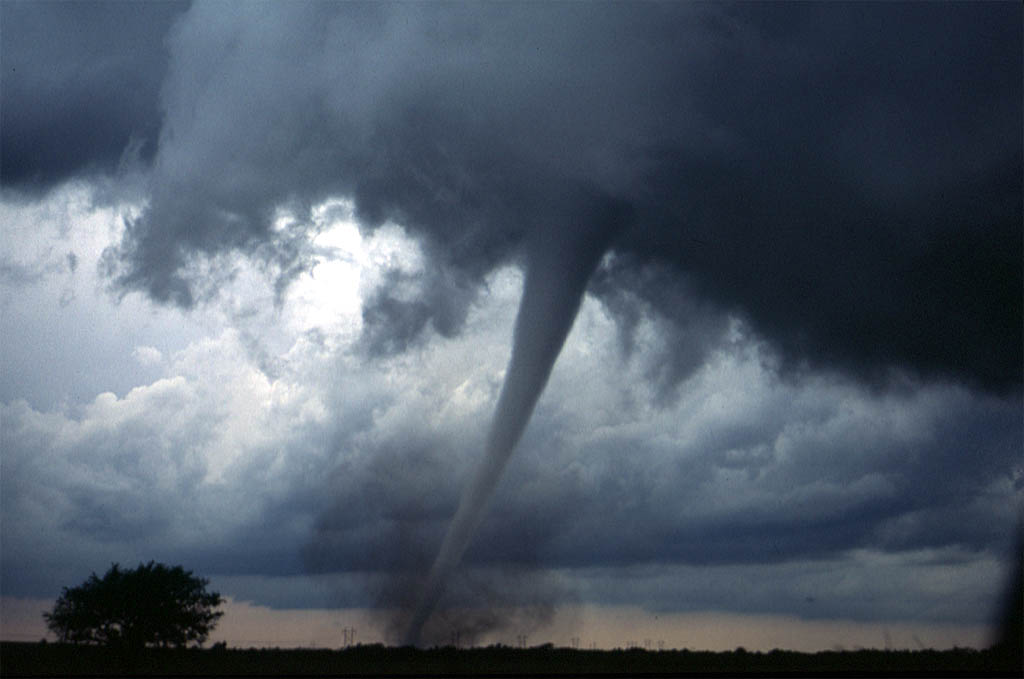
En tromb i Oklahoma, USA.

På jorden förekommer väderfenomen som vind, moln, regn, snö, dimma och sandstormar.
Vädret ansvarar även för naturkatastrofer som tromber eller tropiska cykloner.
Nästan all väderfenomen sker i troposfären.
Det förekommer även väder i stratosfären som kan påverka vädret i troposfären, men man har inte så mycket kunskaper om dessa mekanismer ännu.
Jordens atmosfär är ett kaotiskt system, där en liten ändring i en del av systemet kan med tiden leda till stora effekter på systemet som helhet. Detta brukas kallas fjärilseffekten, vilket anspelar på idén att en fjärils fladdrande på en plats kan leda till en orkan någon annanstans på jorden. Att atmosfären utgör ett kaotiskt system gör det svårt att göra noggranna prediktioner av vädret mer än några dagar i förväg.

### Påverkan på landskapet
Ett flertal väderfenomen kan leda till omformning av landskapet.
Temperaturskillnader, nederbörd och vindnötning bidrar till vittring som bryter ner bergarter. Vittringen kan ske mekaniskt eller kemiskt. Vind och nederbörd kan även leda till erosion i vilket jord och berg förflyttas.

### Påverkan på människan

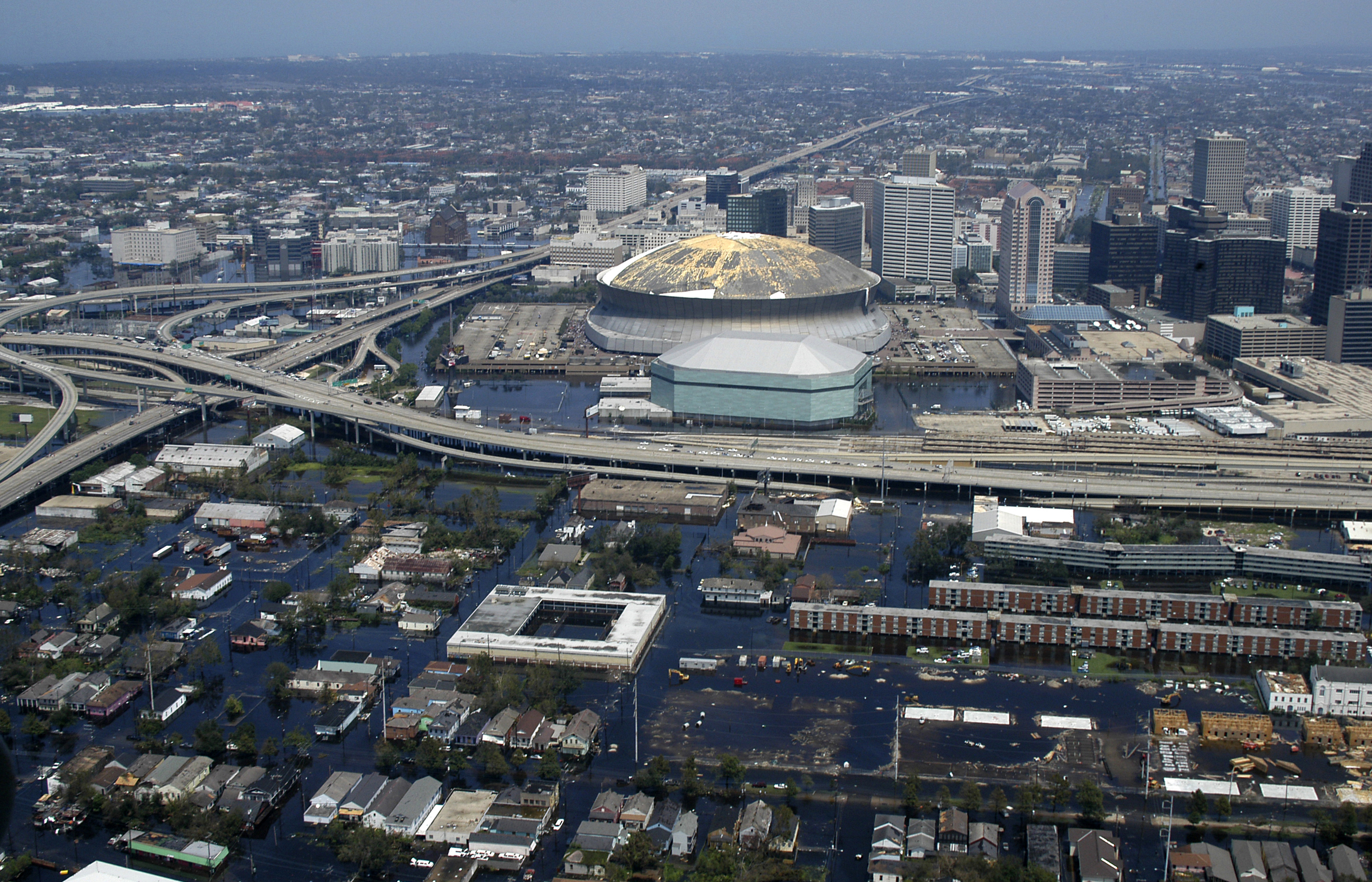
Orkanen Katrina lade hela staden New Orleans under vatten.

Väder har spelat en stor och ibland avgörande roll i världens historia.
Förutom klimatförändringar som drivit eller gett möjligheter för förflyttning av människogrupper (exempelvis ökenspridning i mellanöstern och skapandet av landtungor under istider) har extremt väder direkt inverkat på historiens gång.
Exempelvis klarade sig Japan undan två invasionsförsök av stora flottor med mongoler ledda av Khubilai khan, år 1274 och 1281, då tropiska cykloner, kallade Kamikaze, förstörde stora delar av flottorna.
Ett annat exempel är orkanen Katrina 2005 som lade hela staden New Orleans under vatten och tvingade samtliga invånare att tillfälligt fly staden.
Vädret kan påverka människan även i mindre skala. Exempelvis påverkas människans immunförsvar av extrem värme eller kyla.

### Väderprognoser
Att göra väderleksprognoser innebär att man tillämpar vetenskaplig kunskap för att förutsäga atmosfärens tillstånd i framtiden.
Innan man utvecklade vetenskapliga prognosmetoder fanns en utbredd användning av så kallade vädermärken för att förklara och förutsäga vädret i framtiden.
Ett exempel är "Om Anders braskar ska julen slaska", vilket innebär att om det är kallt den 30 november, då Anders har namnsdag, så blir det varmt väder till jul.
De flesta av dessa gamla vädermären är inte bevisligen sanna. Exempelvis har studier visat att cirka en av nio vädermärken i den svenska bondepraktikan är sanna.
Moderna väderprognoser görs genom att samla data som beskriver aktuellt tillstånd i atmosfären (särskilt temperatur, luftfuktighet och vind) och använder beräkningsvetenskap för att avgöra hur atmosfären väntas ändra sig.
En stor svårighet med väderprognoser, särskilt långa sådana, är dess kaotiska egenskap, känd under namnet fjärilseffekten, vilket syftar på att en liten ändring (en fjärils vingslag i Mexiko) kan få mycket stora konsekvenser (en storm i södra Sverige). En väderprognos för det närmaste dygnet kan ha 95 procents träffsäkerhet. Ju fler dagar en väderprognos sträcker sig, desto sämre träffsäkerhet. Det går att göra väderprognoser för upp till två veckor med skapligt hög träffsäkerhet.

### Människans förändring av vädret
Önskan att styra vädret har funnit länge hos människan. Regndans var en dansceremoni i syfte att frambringa regn och få en bra skörd. Varianter av regndanser har funnit i forntida Egypten såväl som hos indianerna. Operation "Popeye" var en försök från USA:s försvarsmakt under vietnamkriget att förlänga monsunen. Det mest lyckade försöket att påverka vädret har varit att sprida ämnen över moln för att frambringa regn. Man har bland annat använt silverjodid och torris. Försök har gjorts i USA, Kina och Ryssland, men det är oklart huruvida försöken varit lyckade eller ej. Andra försök till att styra vädret är bland annat att minska dimma (bland annat vid flygplatser), lindra orkaner och att minska nederbörd av hagel.
Å andra sidan är det bevisat att människan genom exempelvis jordbruk och industriell verksamhet som en bieffekt påverkat vädret.[källa behövs] Exempel på sådana effekter är:
- Surt regn, det vill säga regn med ett pH-värde under det normala, vanligtvis 5,6. Surt regn beror främst på utsläpp av svaveldioxid och kväveoxider, ofta kallat NOx, till atmosfären. Det ger effekter som försurning av sjöar och vegetation samt vittring av stenbyggnader.
- Försämrad luftkvalité och sikt som en effekt av utsläpp från fordon och industri.
- Global uppvärmning som förvärrats av människans förbränning av fossilt bränsle. Det finns flera följder av en global uppvärmning som exempelvis torka och ökad frekvens av extremt väder.

Dessa typer av väderförändringar är ett hot mot exempelvis olika ekosystem, naturresurser, matproduktion, ekonomisk utveckling och hälsa.

### Extremväder
På jorden varierar temperaturen vanligen mellan ±40 °C.
Men spännvidden mellan olika klimat på jorden gör att det uppmätts extrema temperaturer långt utanför detta intervall.
Högsta uppmätta temperatur i skuggan är 56,7 °C i Death Valley, USA 10 juli 1913. Det har uppmätts 57,8 °C i El Azizia, Libyen den 13 september 1922, men denna mätning anses ej vara pålitlig.
Lägsta uppmätta temperatur är -89,2 °C vid forskningsstationen Vostok, Antarktis den 21 juli 1983.
Högsta uppmätta lufttrycket på jorden är 1085,6 millibar i Tosontsengel–Khövsgöl-provinsen, Mongoliet den 19 december 2001.
Lägsta uppmätta lufttryck vid havsnivån är 870 millibar i ögat på tyfonen Tip väster om Guam, Stilla havet den 12 oktober 1979.
Högsta uppmätta vindhastighet alla kategorier är 480 km/h ± 32 km/h i en F5-tornado vid Oklahoma City, USA den 3 maj 1999.
Den största noterade nederbördsmängden under 24 timmar är 1 870 mm på ön Réunion i Indiska oceanen den 17–18 mars 1952.

## Utomjordiskt väder

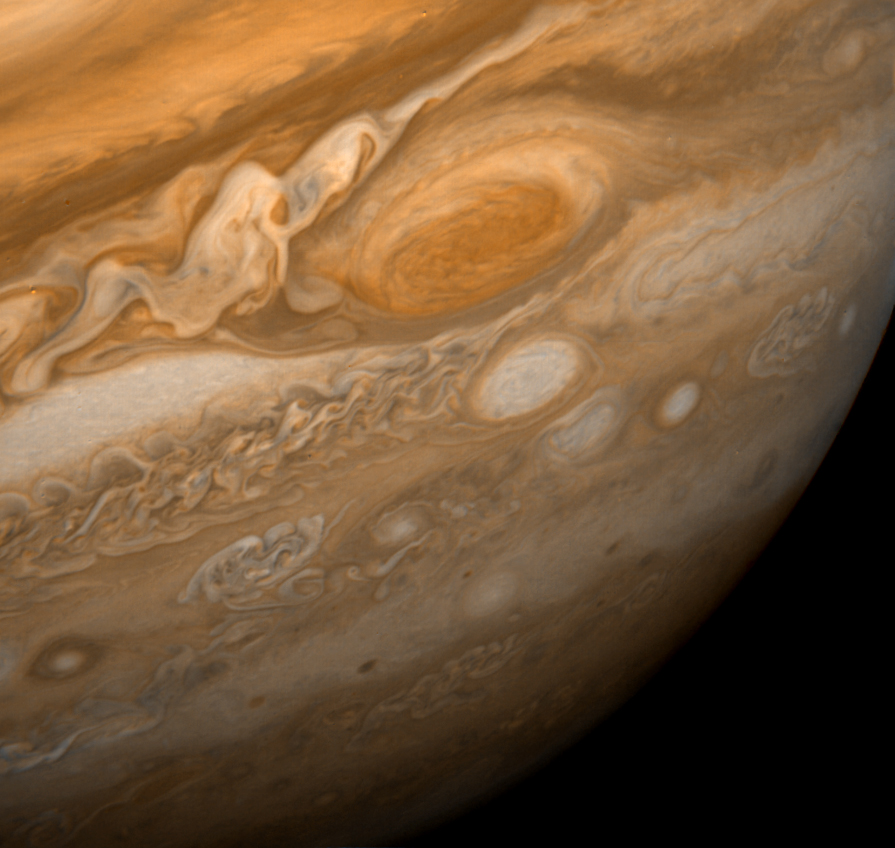
Stora röda fläcken på Jupiter är ett väderfenomen i form av ett anticykloniskt stormsystem.

När man studerat vädret på andra planeter har det hjälpt att förstå hur vädret fungerar på jorden.
Vädret på andra planeter följer samma fysikaliska principer som vädret på jorden, men sker i annan skala och i atmosfärer med annan kemisk sammansättning.
Exempelvis har forskningsprojektet Cassini-Huygens upptäckt att Titan har moln som bildats av metan eller etan och vars nederbörd består av flytande metan och andra kolföreningar.
Jordens atmosfär består av sex latitudinella cirkulationceller, tre i varje hemisfär (se Hadleycell). Detta kan jämföras med Jupiters randiga utseende som avslöjar minst ett dussin celler. Titan har en enda cell som täcker hela dess yta och Venus verkar inte ha några celler alls.
Jupiters kända stora röda fläck är ett anticykloniskt stormsystem som bevisligen har existerat i över 300 år. På andra gasjättar medför avsaknaden av yta att vindarna kan uppnå enorma hastigheter. Vindbyar på upp emot 400 m/s har uppmätts på Neptunus, vilket har förbryllat astronomer.
Allt väder beror ursprungligen på solenergin, men mängden solenergi som når Neptunus är bara 1/900 av den som jorden tar emot.
Ändå är intensiteten av detta väderfenomen mycket större än på jorden. Den högsta kända vindhastigheten på en planet finns på HD 189733b, som ej ligger i solsystemet. Här tror man det finns en östlig vind på mer än 2.500 m/s.